# Elecciones parlamentarias de Guinea de 2013
Las elecciones parlamentarias de Guinea de 2013, se celebraron el 28 de septiembre de 2013. Originalmente fueron planeadas para el 31 de mayo de 2009 por el gobierno de Lansana Conté, pero a partir del golpe de Estado de 2008 se pospuso su realización.

## Elección de la fecha
El 19 de diciembre de 2008, se anunció que éstas elecciones tendrían lugar para el 31 de mayo de 2009. Después del golpe de Estado, la cúpula militar en Guinea se comprometió a celebrar elecciones antes de final de 2009, noticia que contó con el elogio de parte de los guineanos, así como algunas organizaciones internacionales que exigen la pronta restauración del orden constitucional. Su realización se pospuso para el 16 de marzo de 2010, posteriormente se aplazaron para el 29 de diciembre de 2011; y, luego para el 8 de julio de 2012. Finalmente en abril de 2012, el presidente Alpha Condé aplazó sine die las elecciones.
La Comisión Electoral Nacional Independiente, las anunció nuevamente para celebrarse en el transcurso de 2013.